# Palm Coast
Palm Coast è un comune degli Stati Uniti d'America, nella Contea di Flagler dello Stato della Florida.
Dal 2000 ha lo status di city, in dieci anni ha più che raddoppiato la propria popolazione.